# بامبا
بامبا (بالإنجليزية: Pampa)‏ هي مدينة أمريكية تقع في ولاية تكساس.تبلغ مساحة هذه المدينة 22.6 (كم²)،ويبلغ عدد سكانها 17887 نسمة حسب إحصاء سنة 2010 م. تشير إحصاءات سنة 2000م بان الكثافة السكانية في هذه المدينة تقدر بـ(791.5) نسمة/كم2.

## التركيبة السكانية
حدّد مكتب تعداد الولايات المتحدة بيانات التركيبة السكانية لبامبا في تعداد الولايات المتحدة. في ما يلي، التركيبة السكانية حسب تعدادي 2000 و2010.

### تعداد عام 2000
بلغ عدد سكان بامبا 17,887 نسمة بحسب تعداد عام 2000، وبلغ عدد الأسر 7,387 أسرة وعدد العائلات 5,072 عائلة مقيمة في المدينة. في حين سجلت الكثافة السكانية 765.7 نسمة لكل كيلومتر مربع (1,983.2/ميل2). وبلغ عدد الوحدات السكنية 8,785 وحدة بمتوسط كثافة قدره 376.1 لكل كيلومتر مربع (974.1/ميل2).
وتوزع التركيب العرقي للمدينة بنسبة 83.69% من البيض و3.85% من الأمريكيين الأفارقة و1.07% من الأمريكيين الأصليين و0.41% من الأمريكيين ذوي الأصول الآسيوية و0.03% من سكان جزر المحيط الهادئ و8.22% من الأعراق الأخرى و2.73% من عرقين مختلطين أو أكثر و13.72% من الهسبانيون أو اللاتينيون من أي عرق.
بلغ عدد الأسر 7,387 أسرة كانت نسبة 33.7% منها لديها أطفال تحت سن الثامنة عشر تعيش معهم، وبلغت نسبة الأزواج القاطنين مع بعضهم البعض 55.9% من أصل المجموع الكلي للأسر، ونسبة 9.8% من الأسر كان لديها معيلات من الإناث دون وجود شريك، بينما كانت نسبة 3% من الأسر لديها معيلون من الذكور دون وجود شريكة وكانت نسبة 31.3% من غير العائلات. تألفت نسبة 28.8% من أصل جميع الأسر من عدة أفراد يعيشون في نفس المنزل ونسبة 15.3% كانت تتألف من شخص يعيش بمفرده يبلغ من العمر 65 عاماً أو أكثر. وبلغ متوسط حجم الأسرة المعيشية 2.39، أما متوسط حجم العائلات فبلغ 2.94.
بلغ العمر الوسطي للسكان 39.3 عاماً. وكانت نسبة 25.8% من القاطنين تحت سن الثامنة عشر، وكانت نسبة 7.4% بين الثامنة عشر والرابعة والعشرين عاماً، ونسبة 25.2% كانت واقعةً في الفئة العمرية ما بين الخامسة والعشرين والرابعة والأربعين عاماً، ونسبة 22.6% كانت ما بين الخامسة والأربعين والرابعة والستين، ونسبة 17.9% كانت ضمن فئة الخامسة والستين عاماً فما فوق. يوجد لكل 100 أنثى 91.3 ذكر، ويوجد لكل 100 أنثى في الثامنة عشر من عمرها فما فوق 87.2 ذكر.
بلغ متوسط دخل الأسرة في المدينة 31,213 دولارًا، أما متوسط دخل العائلة فبلغ 39,810 دولارًا. وكان متوسط دخل الذكور 32,717 دولارًا مقابل 20,492 دولارًا للإناث. وسجل دخل الفرد الخاص بالمدينة 17,791 دولارًا. وكانت نسبة 12.1% من العائلات ونسبة 14.8% من السكان تحت خط الفقر، وكان من هؤلاء نسبة 20% تحت سن الثامنة عشر ونسبة 9.4% في الخامسة والستين من العمر وما فوق.

### تعداد عام 2010
بلغ عدد سكان بامبا 17,994 نسمة بحسب تعداد عام 2010، وبلغ عدد الأسر 7,109 أسرة وعدد العائلات 4,851 عائلة مقيمة في المدينة. في حين سجلت الكثافة السكانية 770.3 نسمة لكل كيلومتر مربع (1,995.1/ميل2). وبلغ عدد الوحدات السكنية 8,492 وحدة بمتوسط كثافة قدره 363.5 لكل كيلومتر مربع (941.5/ميل2).
وتوزع التركيب العرقي للمدينة بنسبة 80.90% من البيض و3.31% من الأمريكيين الأفارقة و0.83% من الأمريكيين الأصليين و0.43% من الأمريكيين ذوي الأصول الآسيوية و11.95% من الأعراق الأخرى و2.57% من عرقين مختلطين أو أكثر و26.01% من الهسبانيون أو اللاتينيون من أي عرق.
بلغ عدد الأسر 7,109 أسرة كانت نسبة 34.5% منها لديها أطفال تحت سن الثامنة عشر تعيش معهم، وبلغت نسبة الأزواج القاطنين مع بعضهم البعض 52.3% من أصل المجموع الكلي للأسر، ونسبة 10.7% من الأسر كان لديها معيلات من الإناث دون وجود شريك، بينما كانت نسبة 5.3% من الأسر لديها معيلون من الذكور دون وجود شريكة وكانت نسبة 31.8% من غير العائلات. تألفت نسبة 27.9% من أصل جميع الأسر من عدة أفراد يعيشون في نفس المنزل ونسبة 13.6% كانت تتألف من شخص يعيش بمفرده يبلغ من العمر 65 عاماً أو أكثر. وبلغ متوسط حجم الأسرة المعيشية 2.50، أما متوسط حجم العائلات فبلغ 3.06.
بلغ العمر الوسطي للسكان 37.1 عاماً. وكانت نسبة 27% من القاطنين تحت سن الثامنة عشر، وكانت نسبة 8.3% بين الثامنة عشر والرابعة والعشرين عاماً، ونسبة 24.2% كانت واقعةً في الفئة العمرية ما بين الخامسة والعشرين والرابعة والأربعين عاماً، ونسبة 24.5% كانت ما بين الخامسة والأربعين والرابعة والستين، ونسبة 16% كانت ضمن فئة الخامسة والستين عاماً فما فوق. وتوزع التركيب الجنسي للسكان بنسبة 48.8% ذكور و51.2% إناث.

## أعلام
- غاري ويب
- جيرالد جاي فورد
- بوب برايس
- كودي كاندا
- ماري كاسل
- تيموثي دوايت هوبارت
- كيفن آدامز
- تشارلز راسيل